# NGC 4805
NGC 4805 is een ster in het sterrenbeeld Hoofdhaar. Het hemelobject werd op 11 mei 1885 ontdekt door de Franse astronoom Guillaume Bigourdan.